# Quincy (Ohio)
Pour les articles homonymes, voir Quincy.
Quincy est un village américain situé dans le comté de Logan, dans l'Ohio. Selon le recensement de 2010, sa population est de 706 habitants.